# Centzon Totochtin
În mitologia aztecă Centzon Totochtin (adică Cei 400 Iepuri) sunt un grup de zeități ale băuturii Pulque care se întâlnesc frecvent la petreceri. Unii dintre membrii incluși sunt Tepoztecatl, Texcatzonatl, Colhuatzincatl Macuiltochtli (al cincilea iepure) și Ometotchtli (al doilea iepure). Părinții lor au fost Patecatl și Mayahuel, și ei sunt frații lui Ixtlilton. 

Mayahuel.